# Алеады
Алеады — персонажи древнегреческой мифологии, сыновья царя Тегеи в Аркадии Алея от Неэры или Клеобулы: Кефей, Ликург, Амфидамант. Их сестра Авга родила от Зевса сына, которого тут же бросили на склоне горы (Алею была предсказана смерть от руки внука). Ребёнок, получивший имя Телеф, вырос, узнал о своём происхождении и пришёл в Тегею. В ходе начавшейся ссоры все Алеады погибли от его руки.
Эти события легли в основу трагедии Софокла «Алеады», текст которой практически полностью утрачен.